# Стрибки у воду на літніх Олімпійських іграх 2016 — вишка, 10 метрів (жінки)
Змагання з стрибків у воду з 10-метрової вишки серед жінок на літніх Олімпійських іграх 2016 пройшли 17 і 18 серпня у Водному центрі Марії Ленк. У змаганнях беруть участь 28 спортсменок з 19 країн.

## Призерки
| Золото          | Срібло        | Бронза               |
| Жень Цянь (CHN) | Си Яцзе (CHN) | Мейган Банфето (CAN) |

## Розклад
Час місцевий (UTC−3)
| Дата      | Час         | Раунд            |
| --------- | ----------- | ---------------- |
| 17 серпня | 15:00–18:10 | Попередній раунд |
| 18 серпня | 10:00–11:30 | Півфінал         |
| 18 серпня | 16:00–17:30 | Фінал            |

## Результати
| Місце | Спортсменка              | Попереднє коло | Попереднє коло | Півфінал   | Півфінал   | Фінал      | Фінал      | Фінал      | Фінал      | Фінал      | Фінал      | Фінал      |
| Місце | Спортсменка              | Очки           | Місце          | Загалом    | Місце      | Стрибок 1  | Стрибок 2  | Стрибок 3  | Стрибок 4  | Стрибок 5  | Загалом    | Місце      |
| ----- | ------------------------ | -------------- | -------------- | ---------- | ---------- | ---------- | ---------- | ---------- | ---------- | ---------- | ---------- | ---------- |
| 1     | Жень Цянь (CHN)          | 385.80         | 2              | 362.40     | 3          | 78.00      | 84.80      | 94.05      | 91.20      | 91.20      | 439.25     | 1          |
| 2     | Си Яцзе (CHN)            | 397.45         | 1              | 389.30     | 1          | 81.00      | 86.40      | 86.40      | 79.20      | 86.40      | 419.40     | 2          |
| 3     | Мейган Банфето (CAN)     | 329.15         | 7              | 332.80     | 9          | 81.60      | 78.00      | 79.20      | 76.80      | 73.60      | 389.20     | 3          |
| 4     | Паола Еспіноса (MEX)     | 313.70         | 13             | 306.45     | 12         | 66.00      | 75.90      | 81.60      | 81.60      | 72.00      | 377.10     | 4          |
| 5     | Мелісса Ву (AUS)         | 342.80         | 4              | 346.00     | 4          | 73.50      | 72.00      | 75.60      | 81.60      | 66.50      | 368.30     | 5          |
| 6     | Розелін Фільйон (CAN)    | 323.55         | 9              | 336.80     | 7          | 71.40      | 85.80      | 76.50      | 47.85      | 86.40      | 367.95     | 6          |
| 7     | Кім Ун Хян (PRK)         | 289.45         | 18             | 343.70     | 5          | 70.50      | 72.00      | 56.10      | 82.50      | 76.80      | 357.90     | 7          |
| 8     | Мінамі Ітахасі (JPN)     | 320.20         | 10             | 335.55     | 8          | 73.60      | 58.50      | 69.30      | 72.00      | 83.20      | 356.60     | 8          |
| 9     | Нур Дабіта Сабрі (MAS)   | 325.85         | 8              | 307.65     | 11         | 72.00      | 75.20      | 59.40      | 59.40      | 72.00      | 338.00     | 9          |
| 10    | Джессіка Парратто (USA)  | 346.80         | 3              | 367.00     | 2          | 81.00      | 79.20      | 44.80      | 52.80      | 76.80      | 334.60     | 10         |
| 11    | Панделела Рінонг (MAS)   | 332.45         | 6              | 336.95     | 6          | 72.00      | 53.65      | 72.00      | 73.60      | 59.20      | 330.45     | 11         |
| 12    | Тоня Коуч (GBR)          | 332.80         | 5              | 318.00     | 10         | 64.50      | 67.20      | 52.80      | 72.00      | 67.20      | 323.70     | 12         |
| 13    | Катріна Янг (USA)        | 313.85         | 12             | 301.45     | 13         | Не пройшла | Не пройшла | Не пройшла | Не пройшла | Не пройшла | Не пройшла | Не пройшла |
| 14    | Юлія Прокопчук (UKR)     | 297.95         | 15             | 300.65     | 14         | Не пройшла | Не пройшла | Не пройшла | Не пройшла | Не пройшла | Не пройшла | Не пройшла |
| 15    | Бріттані О'Браєн (AUS)   | 290.30         | 17             | 300.05     | 15         | Не пройшла | Не пройшла | Не пройшла | Не пройшла | Не пройшла | Не пройшла | Не пройшла |
| 16    | Ганна Красношлик (UKR)   | 300.80         | 14             | 295.45     | 16         | Не пройшла | Не пройшла | Не пройшла | Не пройшла | Не пройшла | Не пройшла | Не пройшла |
| 17    | Елена Вассен (GER)       | 291.90         | 16             | 276.70     | 17         | Не пройшла | Не пройшла | Не пройшла | Не пройшла | Не пройшла | Не пройшла | Не пройшла |
| 18    | Катерина Пєтухова (RUS)  | 317.25         | 11             | 259.50     | 18         | Не пройшла | Не пройшла | Не пройшла | Не пройшла | Не пройшла | Не пройшла | Не пройшла |
| 19    | Лора Маріно (FRA)        | 289.35         | 19             | Не пройшла | Не пройшла | Не пройшла | Не пройшла | Не пройшла | Не пройшла | Не пройшла | Не пройшла | Не пройшла |
| 20    | Алехандра Ороско (MEX)   | 287.45         | 20             | Не пройшла | Не пройшла | Не пройшла | Не пройшла | Не пройшла | Не пройшла | Не пройшла | Не пройшла | Не пройшла |
| 21    | Марія Курйо (GER)        | 287.00         | 21             | Не пройшла | Не пройшла | Не пройшла | Не пройшла | Не пройшла | Не пройшла | Не пройшла | Не пройшла | Не пройшла |
| 22    | Інгрід де Олівейра (BRA) | 281.90         | 22             | Не пройшла | Не пройшла | Не пройшла | Не пройшла | Не пройшла | Не пройшла | Не пройшла | Не пройшла | Не пройшла |
| 23    | Сара Берроу (GBR)        | 277.40         | 23             | Не пройшла | Не пройшла | Не пройшла | Не пройшла | Не пройшла | Не пройшла | Не пройшла | Не пройшла | Не пройшла |
| 24    | Маха Абдельсалам (EGY)   | 276.15         | 24             | Не пройшла | Не пройшла | Не пройшла | Не пройшла | Не пройшла | Не пройшла | Не пройшла | Не пройшла | Не пройшла |
| 25    | Кім Кук Хьян (PRK)       | 263.20         | 25             | Не пройшла | Не пройшла | Не пройшла | Не пройшла | Не пройшла | Не пройшла | Не пройшла | Не пройшла | Не пройшла |
| 26    | Ноемі Баткі (ITA)        | 256.90         | 26             | Не пройшла | Не пройшла | Не пройшла | Не пройшла | Не пройшла | Не пройшла | Не пройшла | Не пройшла | Не пройшла |
| 27    | Вілло Кормош (HUN)       | 227.70         | 27             | Не пройшла | Не пройшла | Не пройшла | Не пройшла | Не пройшла | Не пройшла | Не пройшла | Не пройшла | Не пройшла |
| 28    | Юлія Тімошиніна (RUS)    | 212.25         | 28             | Не пройшла | Не пройшла | Не пройшла | Не пройшла | Не пройшла | Не пройшла | Не пройшла | Не пройшла | Не пройшла |